# Volodymyr Tykhyi

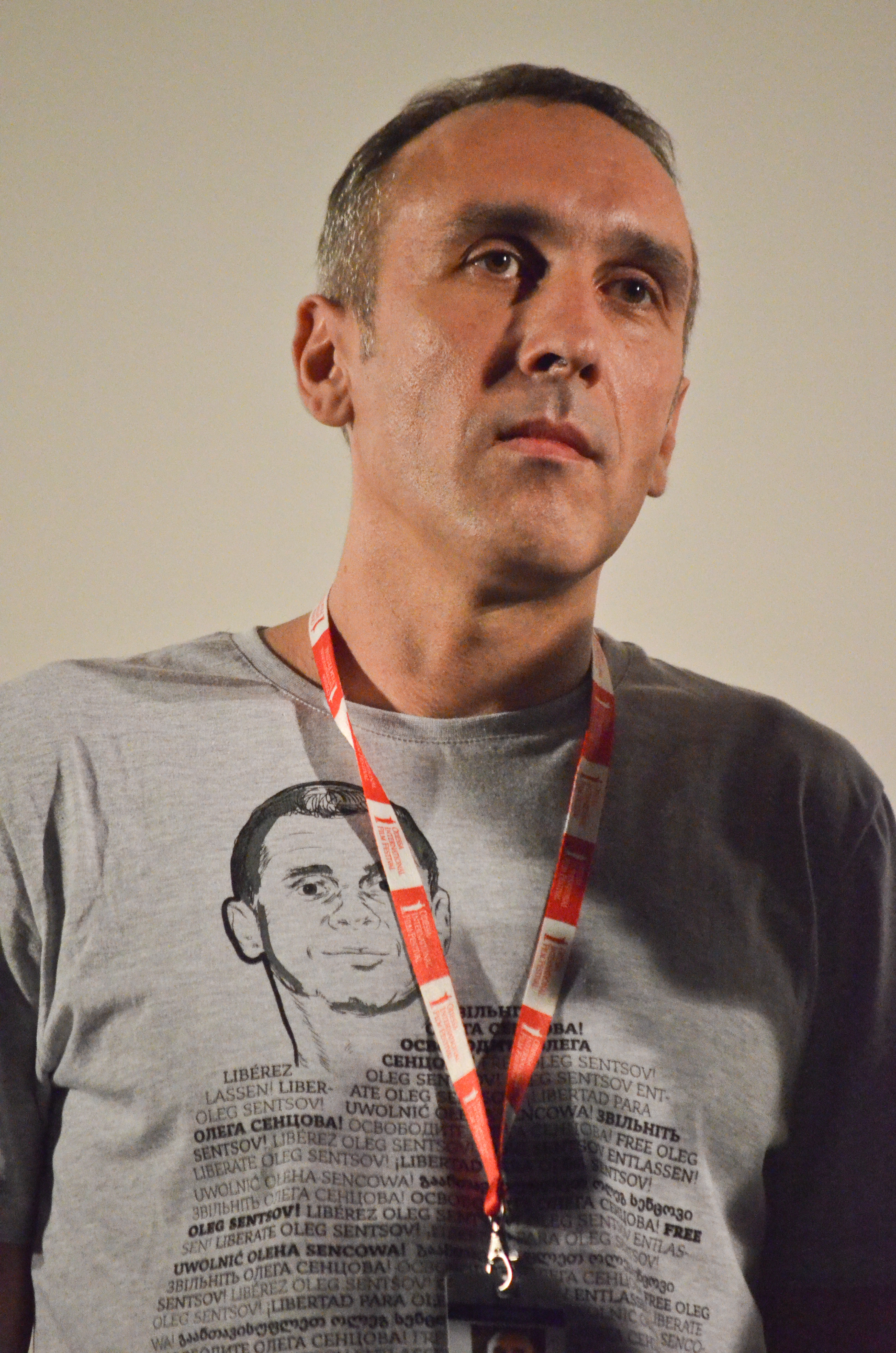
Volodymyr Tykhyi

Volodymyr Viktorovych Tykhyi (nascido a 25 de fevereiro de 1970, em Chervonohrad, Oblast de Lviv, RSS Ucraniana) é um director de cinema ucraniano, roteirista e produtor de documentários e longas-metragens. Ele é membro da União Nacional de Cinematógrafos da Ucrânia, e foi vencedor do Prémio Nacional Taras Shevchenko da Ucrânia de 2018, por uma série de filmes históricos e documentários sobre a Revolução da Dignidade.